# Винтерфелл (Игра престолов)
«Винтерфелл» (англ. Winterfell) — первый эпизод восьмого сезона фэнтезийного сериала канала HBO «Игра престолов», и 68-й во всём сериале. Сценарий к эпизоду написал Дэйв Хилл, а режиссёром стал Дэвид Наттер. Премьера эпизода состоялась 14 апреля 2019 года.
Эпизод сосредоточен на прибытии Дейенерис Таргариен и присягнувшего ей на верность Джона Сноу в Винтерфелл вместе с драконами, армиями Безупречных и Дотракийцев. Позже Джон воссоединяется с Браном и Арьей впервые за долгое время со времён второго эпизода первого сезона.
«Винтерфелл» получил положительные отзывы от критиков, которые посчитали прибытие Джона Сноу и Дейенерис в Винтерфелл, долгожданное воссоединение Джона с Арьей, разрушение Последнего Очага, раскрытие Сэмом истинного происхождения Джона Сноу, напряжённую встречу Джейме и Брана, а также актёрскую игру Софи Тёрнер и Джона Брэдли лучшими моментами эпизода. Эпизод получил номинацию на прайм-таймовую премию «Эмми» за лучший монтаж в драматическом сериале, а Софи Тёрнер выбрала этот эпизод для своей номинации в категории лучшая женская роль второго плана в драматическом сериале.

## Сюжет

### В Королевской Гавани
Квиберн (Антон Лессер) сообщает Серсее (Лена Хиди), что Белые Ходоки прорвались через Стену, однако, эта новость не пугает, а наоборот - приводит Серсею в восторг. Тем временем в  Королевскую Гавань прибывает Эурон Грейджой (Пилу Асбек) вместе с Ярой Грейджой (Джемма Уилан) в качестве пленницы (с которой можно время от времени поболтать ведь в "море так одиноко, да и команда немая") и Гарри Стриклендом (Марк Рисман), командиром Золотых Мечей. Гарри привёз с собой 20 000 солдат и 2000 лошадей. Однако, к разочарованию Серсеи, они не смогли доставить боевых слонов из-за того что те плохо переносят морские путешествия.

После Эурон напоминает о своих намерениях заполучить "приватную беседу" у королевы, на что Серсея отвечает так как говорила раньше: "после войны - таков был уговор". Недовольный этим Эурон высказывается о том что это он подарил королеве железный флот, армию и возмездие. Не желая терять такого сильного союзника Серсея уступает.

В одном из столичных борделей, Квиберн застаёт Бронна (Джером Флинн) в самый неподходящий момент и передаёт ему приказ королевы - найти и убить предавших её братьев, Джейме и Тириона, если те каким-то чудом не погибнут на севере. Для
чего отдаёт Бронну сундук золота и арбалет Джоффри.

После проведенного времени вместе с королевой Эурон говорит Серсее о своём желании "заделать маленького принца", после чего покидает комнату. Серсея заметно расстроена.

### В Узком море
После отплытия с Драконьего Камня вместе со своей командой, Теон Грейджой (Альфи Аллен) ночью тайком пробирается на борт флагмана Эурона, убивает группу людей своего дяди и освобождает свою сестру Яру. Яра решает вернуть Железные острова, пока Эурон занят в Королевской Гавани, для того чтобы Дейенерис было куда отступить если она потерпит поражение. Теон же решает отправиться в Винтерфелл, чтобы сражаться против нежити вместе с Дейенерис и Старками.

### В Последнем Очаге
Пережив падение Восточного Дозора, Тормунд (Кристофер Хивью) и Берик Дондаррион (Ричард Дормер) ведут свой отряд до замка Последнего Очага, который уже опустошён мертвецами. Они сталкиваются с Эддом Толлеттом (Бен Кромптон), который эвакуировал Ночной Дозор из Чёрного Замка. Они находят мёртвым молодого лорда Неда Амбера, который эвакуировал жителей Последнего Очага, прибитым к стене и окружённым в виде спирали (знаком Белых Ходоков) отрубленными конечностями. Тормунд говорит о том что они должны добраться до Винтерфелла раньше Короля Ночи. В этот момент Нед оживает в качестве упыря, и Берик сжигает его, воткнув в него свой пылающий меч.

### В Винтерфелле
Дейенерис Таргариен (Эмилия Кларк) прибывает в Винтерфелл вместе с Джоном Сноу (Кит Харингтон), своими советниками Тирионом Ланнистером (Питер Динклэйдж), лордом Варисом (Конлет Хилл) и Миссандеей (Натали Эммануэль). Серый Червь (Джейкоб Андерсон) ведёт её армию Безупречных и Дотракийцев. Джон рад вновь обнять Брана (Айзек Хэмпстед-Райт), а Дейенерис приветствуют Санса (Софи Тёрнер), горожане и Северные лорды. Лорды особенно недовольны тем, что Джон отказался от титула Короля Севера и преклонил колено перед Таргариен, а лорд Гловер решает остаться со своими людьми, а не помогать Винтерфеллу и Джону Сноу - Королю Севера, ведь теперь он не король. Напряжение усиливается, когда Бран объявляет всем о прорыве армии мёртвых через Стену (о чём он узнал из своих видений) и поднявшимся в качестве нежити драконе Визерионе.

Это заставляет Сансу отдать приказ всем лордам Севера и их союзникам собраться в Винтерфелле и укрепить его против нежити. Однако это также вызывает опасения, что объединённым силам может не хватить заготовленных на зиму припасов. В это время Дейенерис учит Джона летать на драконе и не только. Арья (Мэйси Уильямс) встречается с Джоном, и находит в кузне замка Джендри (Джо Демпси) и Пса (Рори Макканн). В это же время Тирион разговаривает с Сансой, утверждая что Серсея готова помочь им, отправив солдат на Север сражаться с мёртвыми, стоя плечом к плечу со Старками и Таргариен. Но Санса, хорошо знакомая с характером Серсеи, сомневается в её способности выполнить своё обещание. Дейенерис приходит поблагодарить Сэма Тарли (Джон Брэдли) за излечение сэра Джораха (Иэн Глен) от серой хвори, но в разговоре признаётся, что она казнила его отца Рендилла и брата Дикона, когда те отказались преклонить колено. Бран убеждает убитого горем и разгневанного Сэмвелла рассказать Джону о его истинном происхождении. Сэм неохотно соглашается. Придя в крипту, где Джон навещает могилы предков, Сэм раскрывает другу, что его настоящей матерью была Лианна Старк, а отцом Рейгар Таргариен. О том, что всё это время Джон был истинным Таргариеном - наследником Железного трона.

Джейме Ланнистер (Николай Костер-Вальдау) прибывает в Винтерфелл и встречает Брана во дворе замка, впервые видя его с того времени как вытолкнул Брана из окна башни.

## Производство

### Сценарий
Сценарий к «Винтерфеллу» был написан Дэйвом Хиллом, и он адаптирует материал из неопубликованных книг «Ветра зимы» и «Грёзы о весне», среди которого выпущенная глава «Покинутый», где Эурон разговаривает с пленённым членом своей семьи на борту своего корабля.

### Кастинг
В эпизоде впервые появляется Марк Рисман в роли Гарри Стрикленда, командира Золотых Мечей. Готовясь к своей роли в сезоне, Рисман сказал: «Я провёл небольшое исследование по поводу того, кто этот человек, откуда он родом, и книги были довольно точными. И затем вы видите, что есть в сценариях, какие сходства, какие различия. Поэтому я провёл небольшое исследование, тем более, что этот мир был так хорошо продуман. Это функционирующий мир, и именно поэтому он так привлекателен.»
Джейкоб Андерсон (Серый Червь) впервые указан как актёр основного состава в начальных титрах в этом эпизоде; ранее он появлялся в качестве второстепенного/приглашённого актёра. Актёры Роб Макэлхенни и Мартин Старр, а также сценарист Дэйв Хилл исполнили небольшие роли Железнорождённых, которые были убиты, когда Теон спасал Яру.

### Съёмки
Режиссёром эпизода стал Дэвид Наттер, который ранее снял по два эпизода во втором, третьем и пятом сезонах. Наружные сцены в Винтерфелле были сняты на съёмочной площадке в Мониглассе и Магераморне в Северной Ирландии, в то время внутренние съёмки происходили на студиях Paint Hall в Белфасте.

## Реакция

### Рейтинги
«Винтерфелл» посмотрели 11,76 миллионов зрителей во время оригинального показа на HBO, и ещё дополнительные 5,6 миллионов зрителей на стриминговых платформах, что в целом составляет 17,4 миллионов зрителей.

### Реакция критиков
Эпизод в основном получил положительные отзывы от критиков. Эпизод получил рейтинг 92% на сайте Rotten Tomatoes на основе 107 отзывов, со средним рейтингом 7,72 из 10. Консенсус сайта гласит: «Хотя он на удивление и без крови, трудные воссоединения, леденящие душу сюрпризы и долгожданная доза юмора помогает „Винтерфеллу“ подготовить почву для того, что должно стать эпическим финальным сезоном.»
Сара Хьюз из «The Guardian» написала: «Это был захватывающий эпизод, в котором заключены новые союзы, старые подвергнуты испытанию, и где произошли долгожданные воссоединения (ура для нежно написанной встречи Джона и Арьи)». Тодд Вандерверфф из «Vox» похвалил визуальное качество эпизода, заявив: «Сколько бы я ни ворчал об „Игре престолов“, она часто ошеломляет таким образом, что ни одно телешоу даже близко не может сделать что-то похожее». Рон Хоган из «Den of Geek» подобным образом выделил темп эпизода, а также похвалил Джона Брэдли, который «проходит через всю гамму эмоций за очень короткое экранное время».
Среди негативных отзывов, Уилла Паскин из «Slate» раскритиковала темп шоу, заявив: «Динамика, идея о том, что мы мчимся к какому-то завершению, которое объяснит всё, настолько закодирована в „Игре престолов“, что при отсутствии какого-либо движения вперёд, шоу становится [...] довольно скучным».

### Награды и номинации
| Год  | Награда                  | Категория                                            | Номинант(ы)  | Результат | Прим.  |
| ---- | ------------------------ | ---------------------------------------------------- | ------------ | --------- | ------ |
| 2019 | «Эмми»                   | Лучшая актриса второго плана в драматическом сериале | Софи Тёрнер  | Номинация | [ 16 ] |
| 2019 | Творческая премия «Эмми» | Лучший монтаж в драматическом сериале                | Криспин Грин | Номинация | [ 16 ] |